# Lluís Magriñà Veciana
Lluís Magriñà Veciana (Barcelona, 22 de desembre de 1946 - Salamanca, 8 de gener de 2023) fou un religiós, jesuita, teòleg i activista català.
Llicenciat en Teologia i va estudiar Educació Comparada a la Universitat de Chicago (1978), als Estats Units, Magriñà va entrar a la Companyia de Jesús el 6 d'octubre de 1964 i va ser ordenat sacerdot el 29 de maig de 1976. Es va dedicar sobretot al món de l'ajuda humanitària i de la cooperació per al desenvolupament. Després tres anys al Txad (1972-1974), va ser fundador i director durant 15 anys de l'ONG Intermón, amb un destacat compromís amb la justícia social. Pel que fa al món de l'educació, durant quatre anys va ser delegat d'educació dels col·legis de Jesuïtes de Catalunya. També va fundar 'Jesuïtes Educació', la xarxa que reuneix els col·legis de la Companyia de Jesús de Catalunya. Des del 15 de juny del 2008 fins al juny del 2014 va ser Superior Provincial dels Jesuïtes de Catalunya.
Lluís Magriñà va dirigir el Servei Jesuïta a Refugiats (JRS) entre el 2000 i el 2007, cosa que el va portar a viatjar per tot el món per fer un seguiment dels projectes d'aquesta entitat i avaluar les necessitats que calia atendre. A principis de 2015 es va traslladar a la comunitat de la Cova Sant Ignasi de Manresa per incorporar-se a la feina de l'equip de la Cova. Va ser superior de la Cova durant set anys, entre el 5 d'abril del 2015 i el 20 de maig del 2022. També fou consultor del Pontifici Consell per als Migrants i Itinerants del Vaticà.
Magriñà va tenir un accident domèstic a la seva habitació el dia de Reis, del qual no es va poder recuperar, i dos dies després va morir a l'Hospital Clínic de Salamanca.